# Confrérie de Notre-Seigneur attaché à la colonne
La confrérie de Notre-Seigneur attaché à la colonne, de son nom complet espagnol la Real, Pontificia, Antiquísima, Ilustre, Franciscana y Penitencial Hermandad y Cofradía del Señor Atado a la Columna y de Nuestra Señora de la Fraternidad en el Mayor Dolor, que l'on peut traduire par Royale, Pontificale, Antiquissime, Illustre, Fraternité franciscaine de pénitence et Fraternité de Notre-Seigneur attaché à la colonne et de Notre-Dame de la Fraternité en sa Grande douleur, est une confrérie, fondée en 1940, à Saragosse, capitale de l´Aragon, en Espagne. Elle participe aux processions et aux cérémonies de la Semaine Sainte de cette ville.

## Origines
Elle est fondée en l'an 1940. Pourtant, son histoire remonte à 1804, date des statuts de l'Antiquissime Fraternité du Sanctissime  Seigneur attaché à la colonne,  Antiquissime Fraternité du Sanctissime Christ Attaché à la Colonne,
Fondée pour honorer une petite image de Notre-Seigneur Attaché à la Colonne. En 1796 déjà, un groupe de personnes vénéraient cette image dans le couvent des Mères Dominicaines de Sainte Foi. Mais, c'est en 1940 que se crée une fraternité au sein de cette confrérie pour participer aux cérémonies de la Semaine sainte à Saragosse.
De 2004 à 2005 a été célébré le Bicentenario de la fondation de la Confrérie avec un vaste programme de cérémonies parmi lesquelles se détache la sortie du Sanctissime Christ Attaché à la Colonne aux dates anniversaires, sur le même parcours emprunté par la première procession de 1805.

## Habit

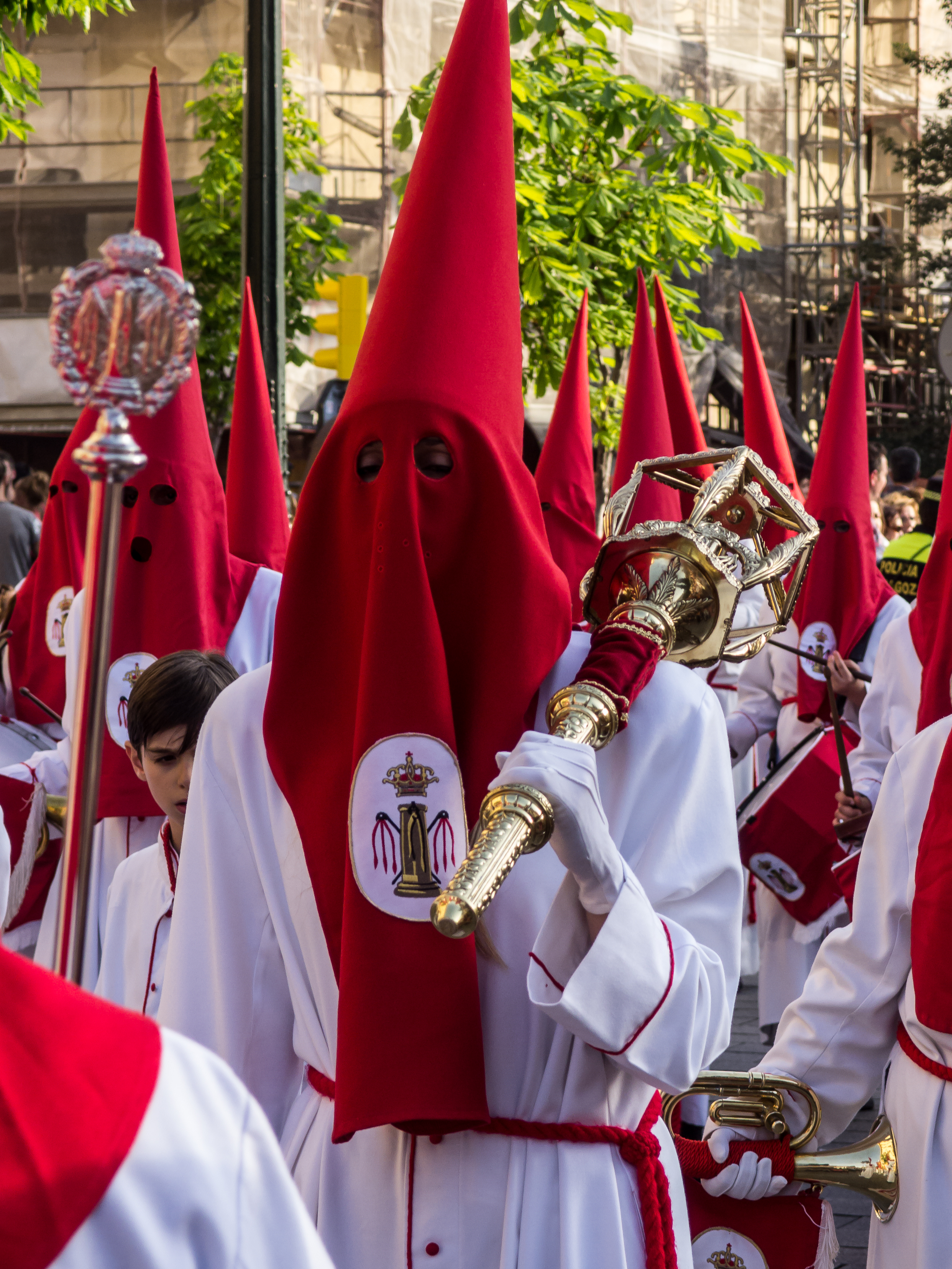
Membre de la confrérie.

Les membres de la confrérie revêtent une tunique blanche boutonnée à la gauche par une file de boutons rouges disposés verticalement jusqu'au dobladillo. Le tour du cou est un col officier et deux boutons rouges ornent le tour de poignet. La ceinture un cordon de couleur rouge s'attache à la gauche avec trois et deux nœuds. Les gants blancs s'utilisant pour toutes les cérémonies qui nécessitent le port de l'habit exception faite pour les musiciens (sauf les trompettistes).
Le capirote aussi est de couleur rouge. Il est porté par tous les membres de la confrérie sauf les membres de la section de tambours et les porteurs qui par commodité utilisent le tercerol Les deux portent au front l'écu insigne de la confrérie. Tant les chaussures que les chaussettes sont noires.
Les frères arborent aussi la médaille de la Confrérie pour toute cérémonie à laquelle participe la confrérie, sans qu'elle nécessite le port de l'habit.

## Paso
Trois Pasos  défilent en procession avec la confrérie et une fanfare déambulatoire.

### La Flagellation
Le Paso de la Flagellation l'instant où Jésus est livré aux serviteur du Grand sacrificateur pour subir la flagellation. Il met en scène quatre statues: Christ à moitié nu attaché à une colonne brisée par des liens, deux serviteurs du temple et un soldat romain. Un des sbires de Caïfe est représenté dans l'attitude du bourreau donnant le fouet. Le Paso a défilé pour la première fois en 1999. Il est l'œuvre du sculpteur José Antonio Hernández, de Murcie. José Antonio Hernández est membre de l' Académie Royales des Beaux-Arts de Sainte María de la Arrixaca et a réalisé des dizaines d'œuvres de l'imagerie religieuse.

### Notre Dame de la Fraternité en sa Grande Douleur
Ce beau paso représente la Vierge sous Dais richement brodé. Elle. est couverte d'un manteau assorti au dais qui la couvre. Le  paso , de style andalou, se déplace. sur des roues. La vierge porte un chapelet  dans sa main gauche. en face elle se déploie un éclairage composée de 56 guirlandes électriques.

### Jésus à la Colonne
Statue de grandes dimensions réalisée par le sculpteur aragonais José Bon Gimeno qui représente Jésus à moitié dénudé, attaché à une colonne, effondré en avant, visiblement affaibli après avoir enduré le  supplice. Il est donc représenté à la fin du supplice. L'œuvre livrée en 1949 pour une somme de 70 000 pesetas.

### Sanctissimme Christ à la Colonne
Ce paso est un brancard que portent sur leurs épaules, huit porteurs. Ils portent une Statue de Jésus sur un lit de fleurs qui descend jusqu'à la grecque de bois. Il va en procession depuis 1981 avec la fraternité qui avait été fondée en son nom en 1804.

### Processions
Tous les Pasos défilent trois fois :
- procession no 1 : procession de l'Entrée dans Jérusalem ;
- procession no 2 : procession de la Cène à partir de 21 h 30 ;
- procession no 3: procession de la Passion, 18 h 0-23 h 30.

## Siège
Le siège de la confrérie est l'église paroissiale de Saint Jacques le Majeur à Saragosse, située dans l'avenue de César Augusto, au 21. L'église est un des bâtiments les plus importants du baroque de la région de Saragosse. Le vaisseau de la nef mesure 70 × 30 × 28 mètres, couvert d'un décor géométrique et couronné d'un dôme aux dimensions proportionnées à son volume (soixante mètres de hauteur).
En dehors de la Semaine Sainte, les statues des Pasos sont exposées dans l'église aux fins de « contemplación » et culte des fidèles : Jésus Attaché à la Colonne, le Christ sujet principal du « Paso de la Flagellation » et Notre Dame de la Fraternité en sa Grande Douleur.

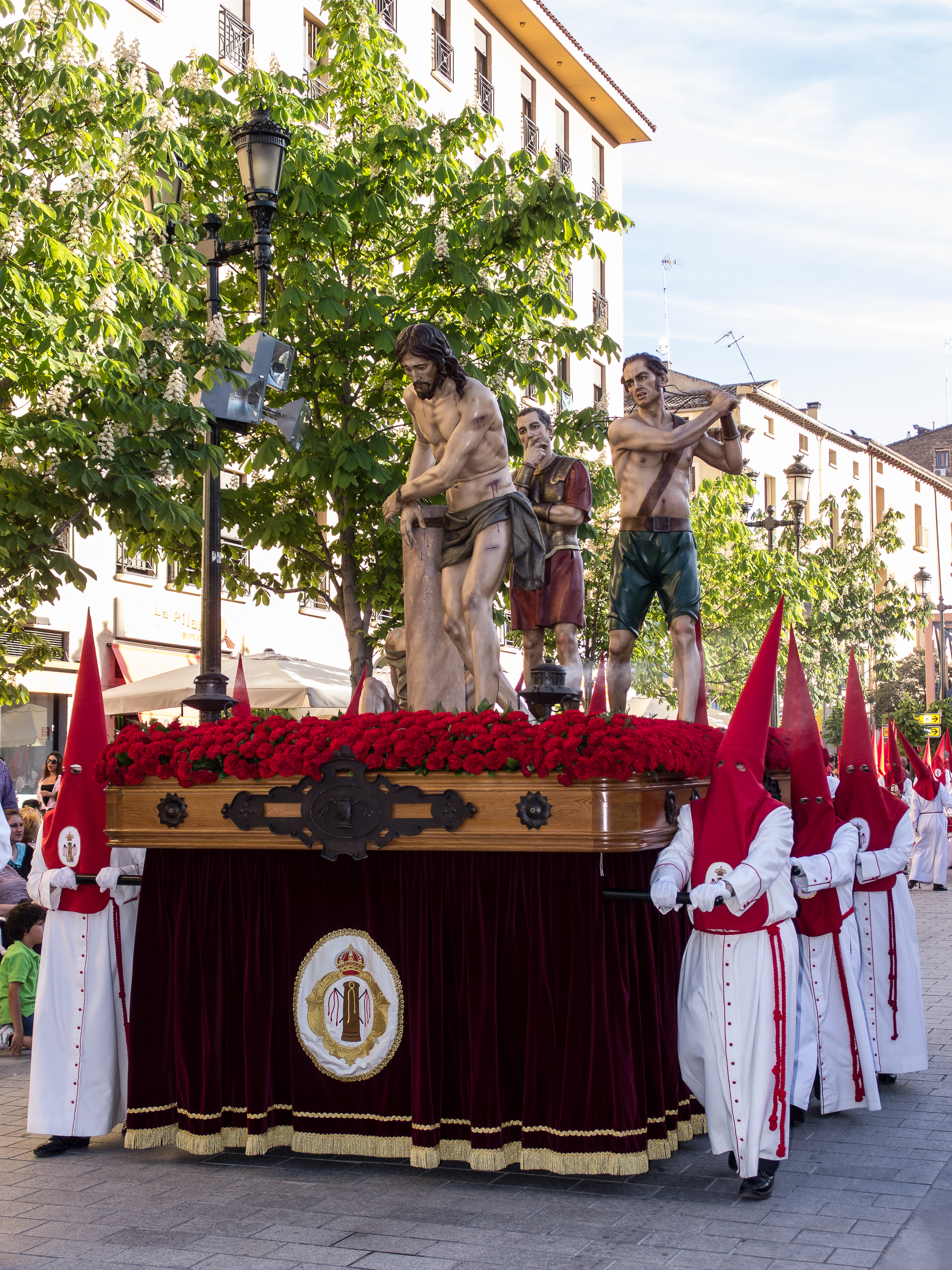
La Flagellation.
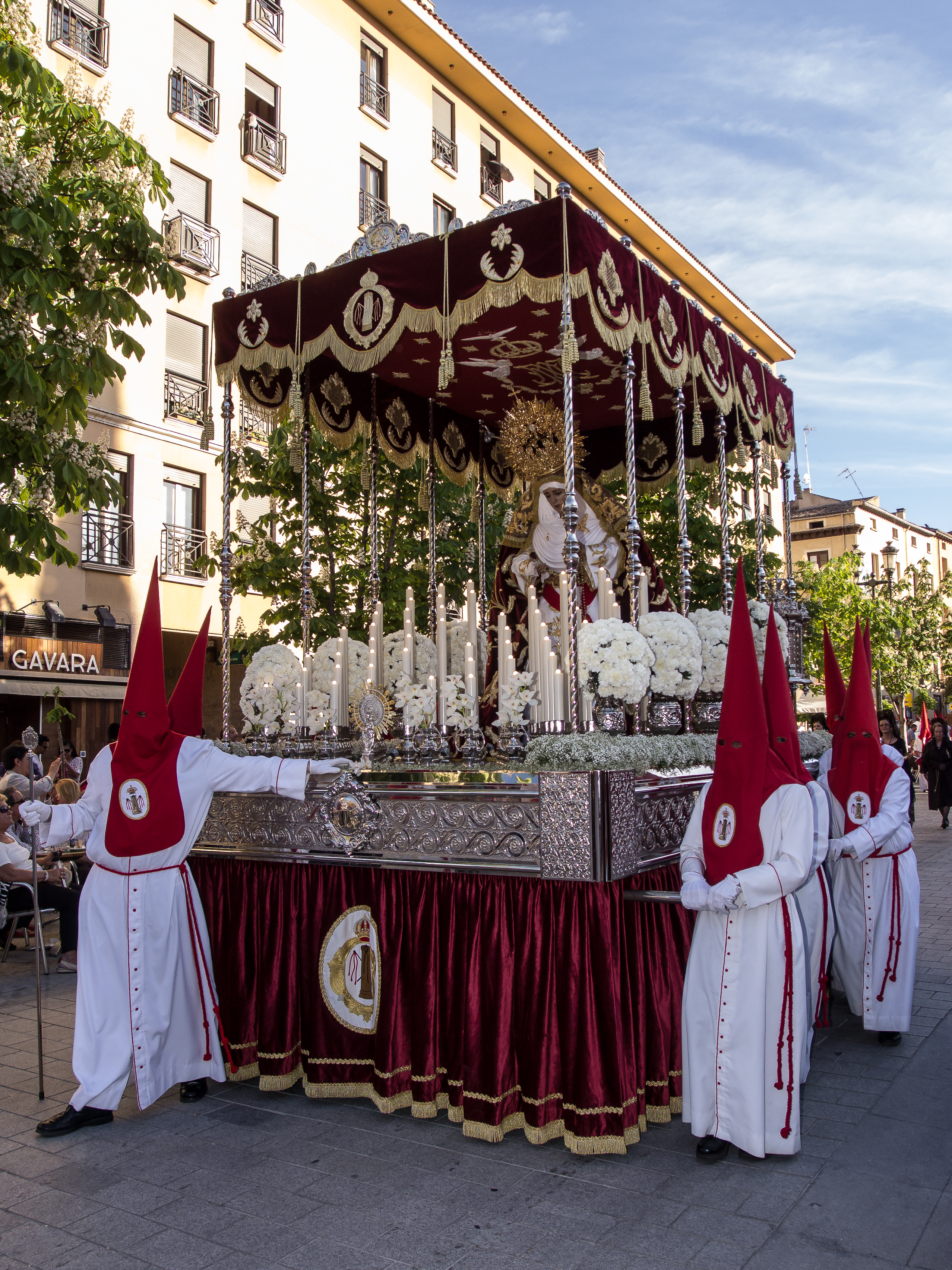
Notre Dame de la Fraternité en sa Grande Douleur.
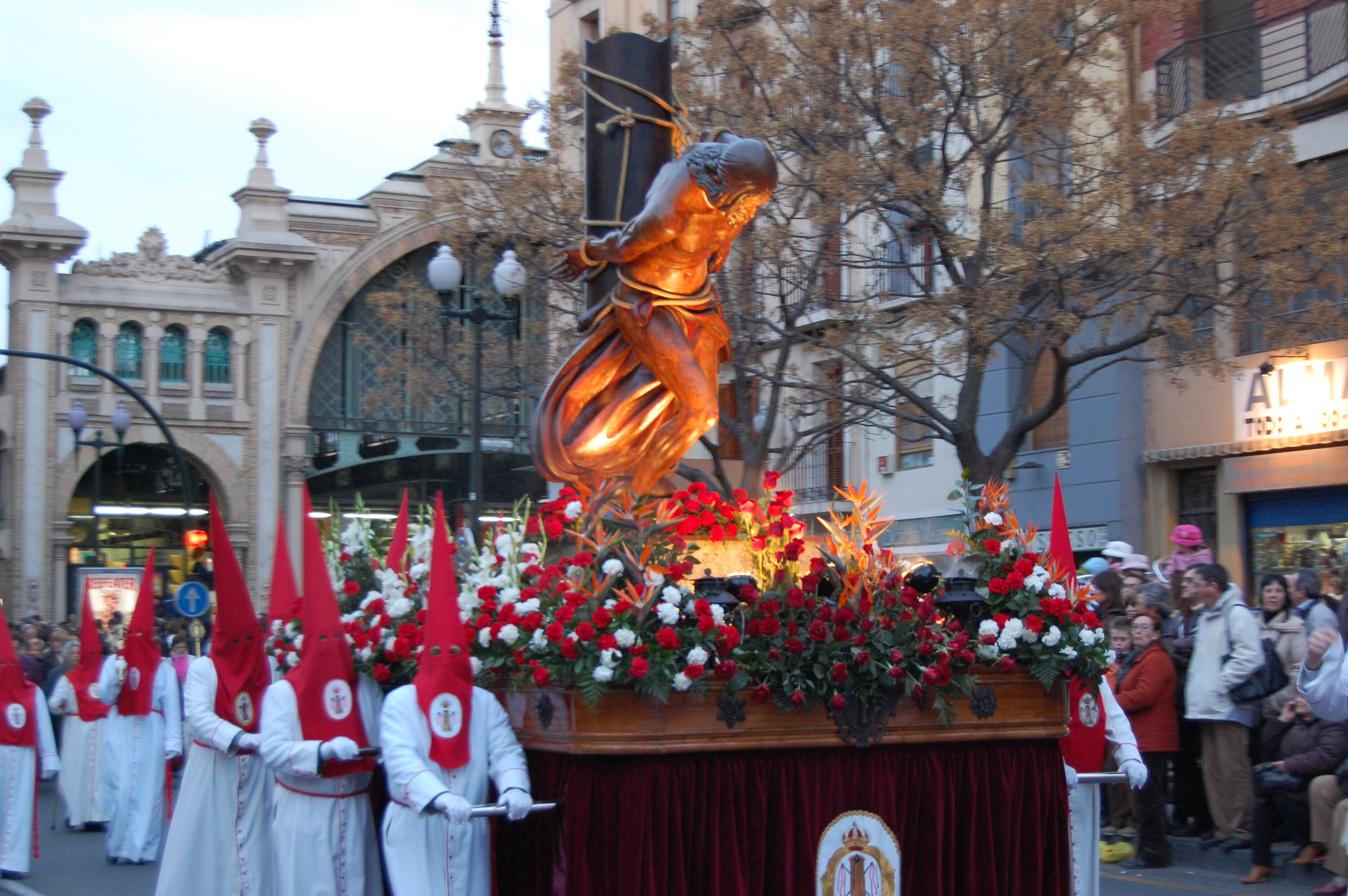
Paso de Jésus Attaché à la Colonne (Jésus au liens).